# Burg Bubenheim
Die Burg Bubenheim liegt bei Rommelsheim im Kreis Düren in Nordrhein-Westfalen. Sie wurde am 22. März 1985 in die Denkmalliste der Gemeinde Nörvenich unter Nr. 68 eingetragen.

## Lage
Die Niederungsburg liegt in einer Gehölzinsel in der sonst baumlosen Bördelandschaft, etwa einen Kilometer südlich von Rommelsheim. Sie liegt in unmittelbarer Nähe zum Verlauf der Aachen-Frankfurter Heerstraße. Neben der Burg mit ihrem Hofgut befindet sich eine weitere Ansiedlung, das Gut Bubenheim und etwa 500 Meter entfernt der Haltepunkt Bubenheim der Bördebahn.

## Geschichte
Im Juli 1237 verkaufte Ingram van Bubenheim seine Güter zu Flerzheim, welche vorher Lehen des Grafen von Jülich waren, dem Abt und Convent zu Heisterbach.
Im 14. Jahrhundert fanden sich, ab 1355, auf Burg Bubenheim zwei adelige Familien. Die von Bubenheim und die Specht von Bubenheim. Diese Familie starb im 17. Jahrhundert aus.
Das Wappen der Freiherrn von Bubenheim ist in gelbem Feld, über der Mitte, ein waagerechter, schwarzer Gitterträger.
Das Wappen der Familie Die Specht von Bubenheim ist in gelbem Feld über der Mitte ein waagerechter, schwarzer Gitterträger und darüber in der Mitte, ein sechszackiger, schwarzer Stern und findet sich 1806 bei Johann Siebmacher.
1377 war die Burg als Besitz des Geschlechts Spies von Büllesheim erwähnt, es bildete sich ein Familienzweig Spies von Büllesheim zu Bubenheim (Bobbenheim). 1699 heiratete Philippina Isabella Clara Spies zu Büllesheim und Bubenheim, ehemaliges Stiftsfräulein in Gerresheim, den Freiherrn Johann Franz von Berghe genannt Trips, wodurch der Besitz auf diese Familie überging. Er war ein Vorfahre des früheren Formel-1-Piloten Wolfgang Graf Berghe von Trips. 1757 wurde die Burg von dessen Sohn Adolf Karl an den Jülicher Bürger und Rotgerber Zantis verkauft. Nach mehrfachen Besitzerwechsel gelangte das Anwesen 1878 an die Freiherren von Nellessen aus Aachen. Seit 1935 besitzt Familie Schmitz-Peiffer die Burg. Die Burg wurde im Jahre 2002 „Burg des Monats“.

## Heutige Nutzung
Im vergangenen Jahrhundert wurde die Burg als landwirtschaftliches Anwesen genutzt. Heute ist die Landwirtschaft nur noch Nebenerwerb. Es können Räume und Freiflächen für gesellschaftliche Veranstaltungen gemietet oder genutzt werden, unter anderem das Bubenheimer Spieleland mit Spielgeräten, einer 3.000 m² großen Indoor-Spielehalle und, jahreszeitlich bedingt, ein Maislabyrinth. In der Burg finden auch Trauungen des Standesamtes statt.
Im August 2016 wurde in der Burg ein Schulungscenter der Kreisjägerschaft Düren eingerichtet.

## Anlage
Die Burganlage besteht aus der Hauptburg und der westlich vorgelagerten Vorburg, die nach vielen Umbauten kaum noch als solche zu erkennen ist. An der Westseite und der Nordseite des ehemaligen Rittersitzes sind Reste des heute noch etwa zehn Meter breiten und bis zu 2,6 Meter hohen Walles erhalten, der unmittelbar vor den Wassergräben lag.
Die frühere Burgkapelle, die dem heiligen Nikolaus geweiht war, musste 1883 wegen Baufälligkeit abgebrochen werden und wurde nicht wieder aufgebaut.

## Gut Bubenheim
Unmittelbar westlich an die Burg angrenzend und teilweise in die Gehölzinsel der Burg integriert, befindet sich ein Bauernhof. Nachdem 2006 das Wohnhaus des Gutes neu erbaut wurde, konnte das daneben befindliche und wohl aus den Jahren 1720 bis 1780 stammende alte Haus völlig abgebrochen werden. Im Hof wird heute eine Schreinerei betrieben.